# Kote Makharadze
Kote Makharadze (en géorgien :  კოტე (კონსტანტინე) ივანეს ძე მახარაძე), ou Constantin Ivanovitch Makharadze, né le 17 novembre 1926 à Tbilissi dans la République socialiste fédérative soviétique de Transcaucasie et mort le 19 décembre 2002 à Tbilissi en Géorgie, est un acteur de théâtre et cinéma, professeur d'art dramatique, animateur de télévision et commentateur sportif soviétique d'origine géorgienne. Il est le mari de l'actrice Sofiko Tchiaoureli,. 

## Biographie
Né à Tiflis, Kote se passionne pour le basket-ball dans son enfance et intègre l'équipe BC Dinamo Tbilissi junior. Il gagne à trois reprises la coupe de l'URSS et sera distingué Maître des sports de l'URSS. En 1941, il est diplômé de l'école de chorégraphie de Tbilissi, puis, en 1944, entame les études à l'Université d'État de théâtre et de cinéma Chota Roustavéli dont il est diplômé en 1948. Il devient ensuite acteur du Théâtre national Roustavéli auquel il restera fidèle jusqu'en 1970.
Depuis 1950, il enseigne à l'université Roustavéli, puis, sera nommé professeur en 1994.
En 1972, il quitte la troupe Roustavéli pour le théâtre Koté Mardjanichvili.
Dans la nuit du 12 au 13 octobre 2002, Makharadze est victime d'une attaque cérébrale. Hospitalisé, il n'arrive pas à retrouver l'usage de la parole et les fonctions motrices, bien que son état est jugé stable. Il décède finalement le 19 décembre et sera enterré au Panthéon de Didoube à Tbilissi.

## Filmographie

### Cinéma
- 1975 : Ne crois pas que je ne suis plus là (Не верь, что меня уже нет) de Karaman Mgeladzé (ru)
- 1977 : Comme la brume du matin (Как утренний туман) de Genrikh Khodzhava
- 1982 : Deux chapitres d'une chronique familiale (Dve glavy iz semeynoy khroniki, Две главы из семейной хроники) de Dmitri Barchtchevski
- 1984 : La Récompense d'un commerçant solitaire (Vyigrysh odinokogo kommersanta, Выигрыш одинокого коммерсанта) de Sebastián Alarcón (en)
- 1984 : Deux versions d'un crache (Две версии одного столкновения) de Villen Novak (ru)
- 1984 : Et le beau moment de la victoire (И прекрасный миг победы) de Viatcheslav Vinnik
- 1984 : Le Repentir de Tenguiz Abouladzé

### Télévision
- 1985 : Confrontation (Противостояние) de Semion Aranovitch :: Sergo Sukhishvili, colonel à la criminelle
- 2001 : Gardiens de l'ordre (Блюстители порока) de Viktor Nozdrukhine-Zabolotny

## Distinctions
- Ordre du Drapeau rouge du Travail : 1967
- Ordre de l'Honneur : 1997, 2002